# Kot
Cet article possède des paronymes, voir Cot, Cote, Côte, Cotes et Cotte.
Pour les articles homonymes, voir Kot (homonymie).

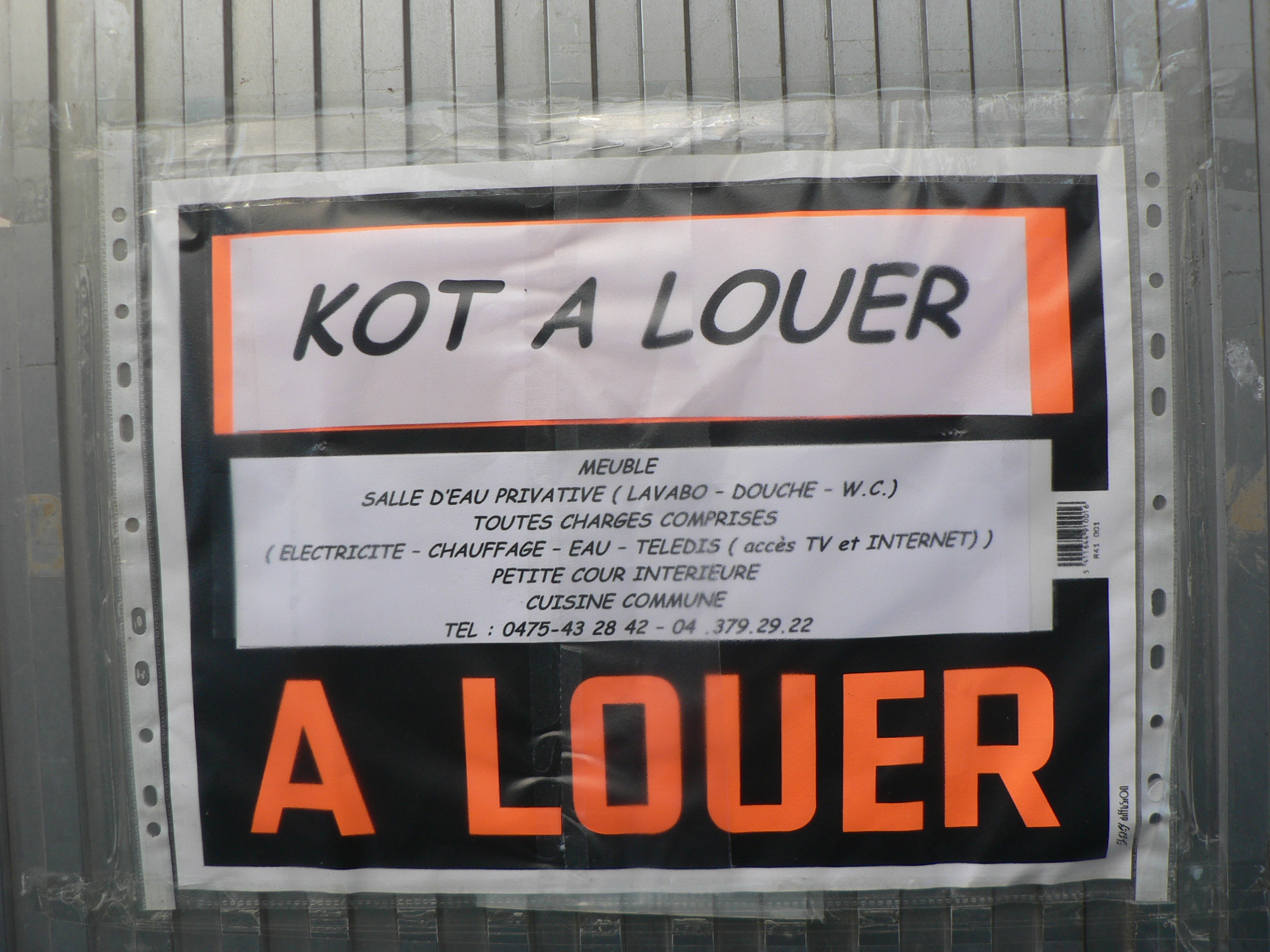
Affiche pour un kot à louer, à Liège.

Un kot (ou kotje, petit kot) est un logement privé loué à des étudiants pendant l'année scolaire ou universitaire en Belgique. 
Le mot vient du flamand et signifie petit abri, niche, cabane (comme dans friet kot ou kot à poules) ou même encore taudis. 
Ce belgicisme désigne au départ un placard (kot à balais) et par extension toute petite pièce comme une chambre d'étudiant, mettant en exergue l'exiguïté généralement rencontrée dans de tels logements.
Ces kots sont soit individuels, soit font partie de logements communautaires, rassemblés autour d'une zone commune (cuisine, sanitaires, ...), appelée familièrement commu.
Ce mot fait partie du patois dunkerquois et se prononce « kotcheu » (de kotje : petit kot). Il désigne une remise, un cagibi, un abri de jardin ...
De ce terme dérivent :
- le verbe koter ou kotter, qui signifie louer et habiter, souvent durant la semaine uniquement, un kot,
- les noms koteur, kotteur, koteuse, kotteuse qui réfèrent au locataire d'un kot et souvent, par extension, à tout étudiant habitant sur le site universitaire hors du giron familial,
- et les noms cokoteur, cokotteur (ou cokotier) et cokoteur, cokotteuse (ou cokotière), qui signifient colocataire.

Certains kots communautaires sont réunis autour d'un projet, en particulier à Louvain-la-Neuve, à Louvain-en-Woluwe, à Namur ou à Mons. Ces projets fort variés peuvent être l'organisation d'un spaghetti hebdomadaire, l'aide à une école de devoirs ou à une institution humanitaire, avec comme seule limite l'imagination et la capacité à fédérer. On appelle un tel logement communautaire un  kot-à-projet.